# Eusparassus perezi
Espèce
Synonymes
- Cercetius perezi Simon, 1902

Eusparassus perezi est une espèce d'araignées aranéomorphes de la famille des Sparassidae.

## Distribution
Cette espèce se rencontre aux Émirats arabes unis, en Oman, au Yémen, en Somalie et à Djibouti,.

## Description
Les mâles mesurent de 16,8 à 23,8 mm et les femelles de 21,5 à 28,0 mm.

## Publication originale
- Simon, 1902 : Arachnides recueillis au cours de la Mission de MM. J. Bonnier et Ch. Pérez au Golfe Persique (mars-avril 1901). Bulletin du Muséum d'Histoire Naturelle, Paris, vol. 8, no 4, p. 252-254 (texte intégral).